# Еластични подметач
Еластични подметач је подметач направљен од еластичног материјала, најчешће у виду челичног прстена прорезаног на једном месту чији су крајеви разврнути тако да нису у истој равни. Користи се приликом спајања предмета шрафом, са наменом да притиском на навртку повећа њено трење са навојем и спречи одвијање услед вибрација. Постоје и други начини спречавања одвијања, од употребе посебних навртки до контранавртке.